# Andreaea Plateau
Andreaea Plateau är en platå i Antarktis. Den ligger i Sydorkneyöarna. Argentina och Storbritannien gör anspråk på området. Andreaea Plateau ligger på ön Signy Island.